# União das Freguesias de Leitões, Oleiros e Figueiredo
Die União das Freguesias de Leitões, Oleiros e Figueiredo ist eine portugiesische Gemeinde (Freguesia) im Kreis (Concelho) Guimarães, Distrikt Braga, im Nordwesten Portugals.

## Geschichte
Die Gemeinde entstand im Zuge der Gebietsreform vom 29. September 2013 durch die Zusammenlegung der ehemaligen Gemeinden Leitões, Oleiros  und Figueiredo.
Leitões wurde Sitz der neuen Verwaltung.

## Demographie

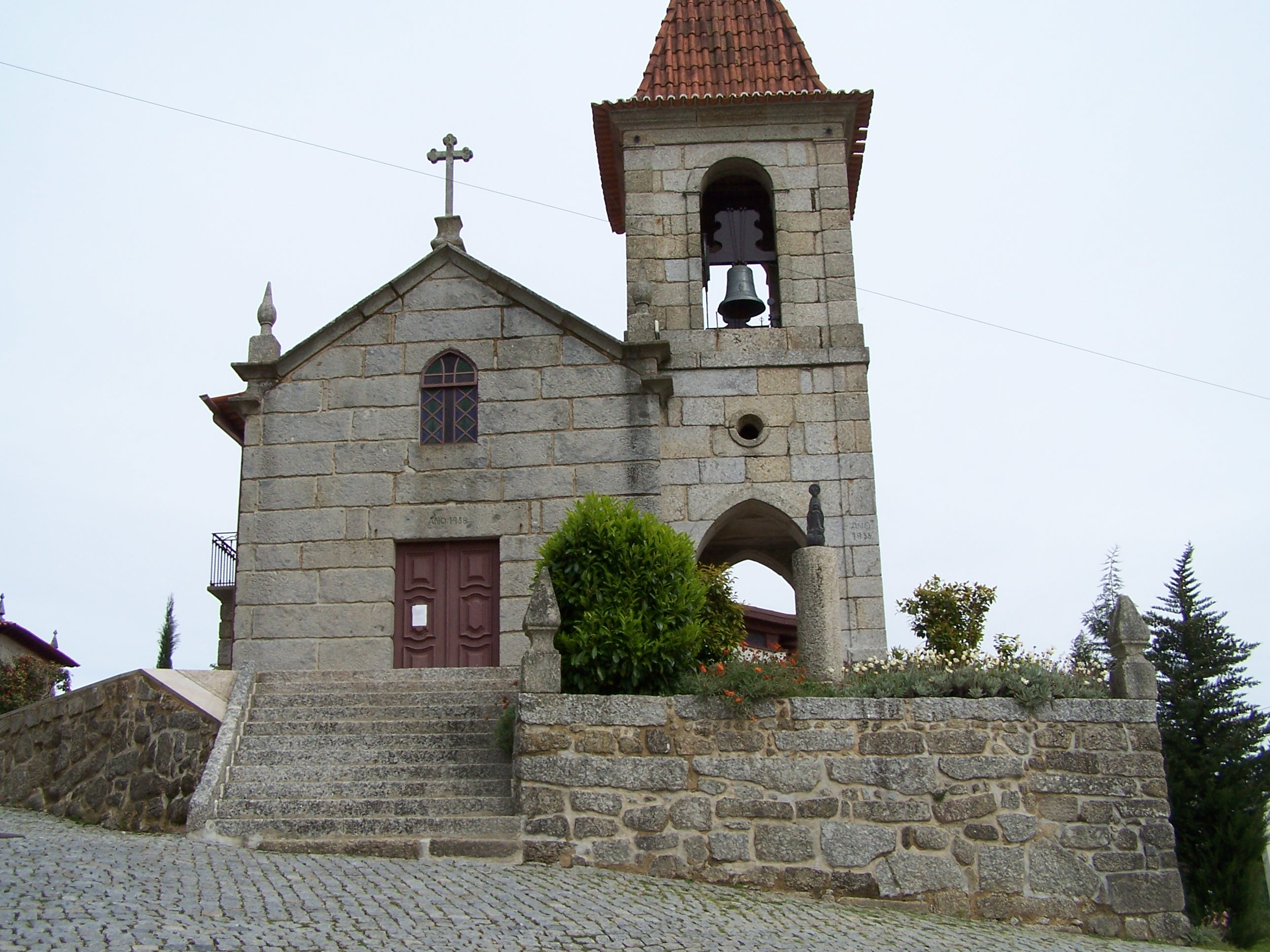
Pfarrkirche von Figueiredo

| Freguesia | Freguesia                     | Freguesia | Freguesia       | ehemalige Freguesias | ehemalige Freguesias | ehemalige Freguesias | ehemalige Freguesias |
| --------- | ----------------------------- | --------- | --------------- | -------------------- | -------------------- | -------------------- | -------------------- |
| Wappen    | Freguesia                     | Einwohner | Fläche in (km²) | Wappen               | Freguesia            | Einwohner            | Fläche in (km²)      |
|           | Leitões, Oleiros e Figueiredo | 1437      | 8,98            |                      | Leitões              | 560                  | 3,61                 |
|           | Leitões, Oleiros e Figueiredo | 1437      | 8,98            | Oleiros              | 467                  | 3,31                 |                      |
|           | Leitões, Oleiros e Figueiredo | 1437      | 8,98            | Figueiredo           | 437                  | 2,06                 |                      |